# Liste der Biografien/Stah
Liste der Biografien |
Portal Biografien |
Personensuche
# |
A |
B |
C |
D |
E |
F |
G |
H |
I |
J |
K |
L |
M |
N |
O |
P |
Q |
R |
S |
T |
U |
V |
W |
X |
Y |
Z |
?
 
Sa |
Sb |
Sc |
Sd |
Se |
Sf |
Sg |
Sh |
Si |
Sj |
Sk |
Sl |
Sm |
Sn |
So |
Sp |
Sq |
Sr |
Ss |
St |
Su |
Sv |
Sw |
Sy |
Sz
 
Sta |
Ste |
Sth |
Sti |
Stj |
Stl |
Sto |
Str |
Sts |
Stt |
Stu |
Stv |
Stw |
Sty
 
Staa |
Stab |
Stac |
Stad |
Stae |
Staf |
Stag |
Stah |
Stai |
Staj |
Stak |
Stal |
Stam |
Stan |
Stap |
Star |
Stas |
Stat |
Stau |
Stav |
Staw |
Stax |
Stay |
Staz
Die Liste der Biografien führt alle Personen auf, die in der deutschsprachigen Wikipedia einen Artikel haben. Dieses ist eine Teilliste mit 313 Einträgen von Personen, deren Namen mit den Buchstaben „Stah“ beginnt.

## Stah

### Stahe
- Stahel, Albert A. (* 1943), Schweizer Politikwissenschaftler und Politiker
- Stahel, David (* 1975), neuseeländischer Militärhistoriker
- Stahel, Ernst (1896–1986), Schweizer Physiker
- Stahel, Florian (* 1985), Schweizer Fussballspieler
- Stahel, Johann Jacob (1723–1787), deutscher Buchhändler und Buchdrucker
- Stahel, Julius (1825–1912), US-amerikanischer Offizier des Unionsheers im Sezessionskrieg, zuletzt im Range eines Generalmajors (1861–1865)
- Stahel, Michal (* 1979), slowakischer Cellist
- Stahel, Rainer (1892–1955), deutscher Generalleutnant im Zweiten WeltkriegRainer Stahel (1892–1955)

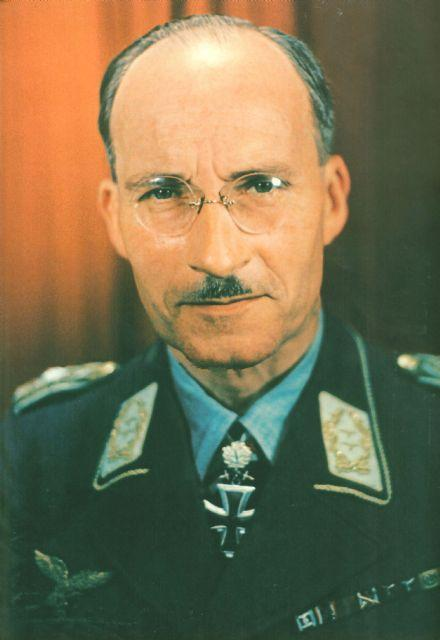
Rainer Stahel (1892–1955)

- Stahel, Rudolf († 1528), deutscher Maler
- Stahel, Stefan (* 1962), Schweizer Jazzmusiker (Piano)
- Stahel, Walter R. (* 1946), Schweizer Politik- und Wirtschaftsberater
- Stäheli, Georg († 1573), reformierter Pfarrer und Mitstreiter Zwinglis
- Stäheli, Konrad (1866–1931), Schweizer Sportschütze
- Stäheli, Urs (* 1966), Schweizer Soziologe
- Stäheli, Ursula (* 1957), Schweizer Kugelstoßerin
- Stäheli, Willy (1915–1996), Schweizer Lehrer, Zeichner, Illustrator und Maler
- Stähelin, August (1812–1886), Schweizer Politiker
- Stähelin, David (1673–1750), Schweizer Bürgermeister
- Stähelin, Eveline (* 1959), Schweizer Drehbuchautorin
- Stähelin, Georg (* 1872), deutscher Architekt
- Stähelin, Hartmann (1925–2011), Schweizer Pharmakologe und Mikrobiologe
- Stähelin, Helene (1891–1970), Schweizer Mathematikerin, Lehrerin und Friedensaktivistin
- Stähelin, Johann Andreas (1794–1864), Schweizer Politiker
- Stähelin, Johann Ulrich (* 1802), Schweizer Maler
- Stähelin, Maria Margaretha (1870–1959), schweizerische Übersetzerin, Schriftstellerin und Mundartdichterin
- Stähelin, Philipp (* 1944), Schweizer Politiker (CVP)
- Stähelin-Maeglin, Max (1880–1968), Schweizer Wirtschaftsjurist und Überlebender des Untergangs der Titanic
- Stähelin-Stockmeyer, Rudolf (1841–1900), Schweizer Theologe
- Stahelski, Chad (* 1968), amerikanischer Regisseur, Stuntman und Stunt-ChoreographChad Stahelski (* 1968)

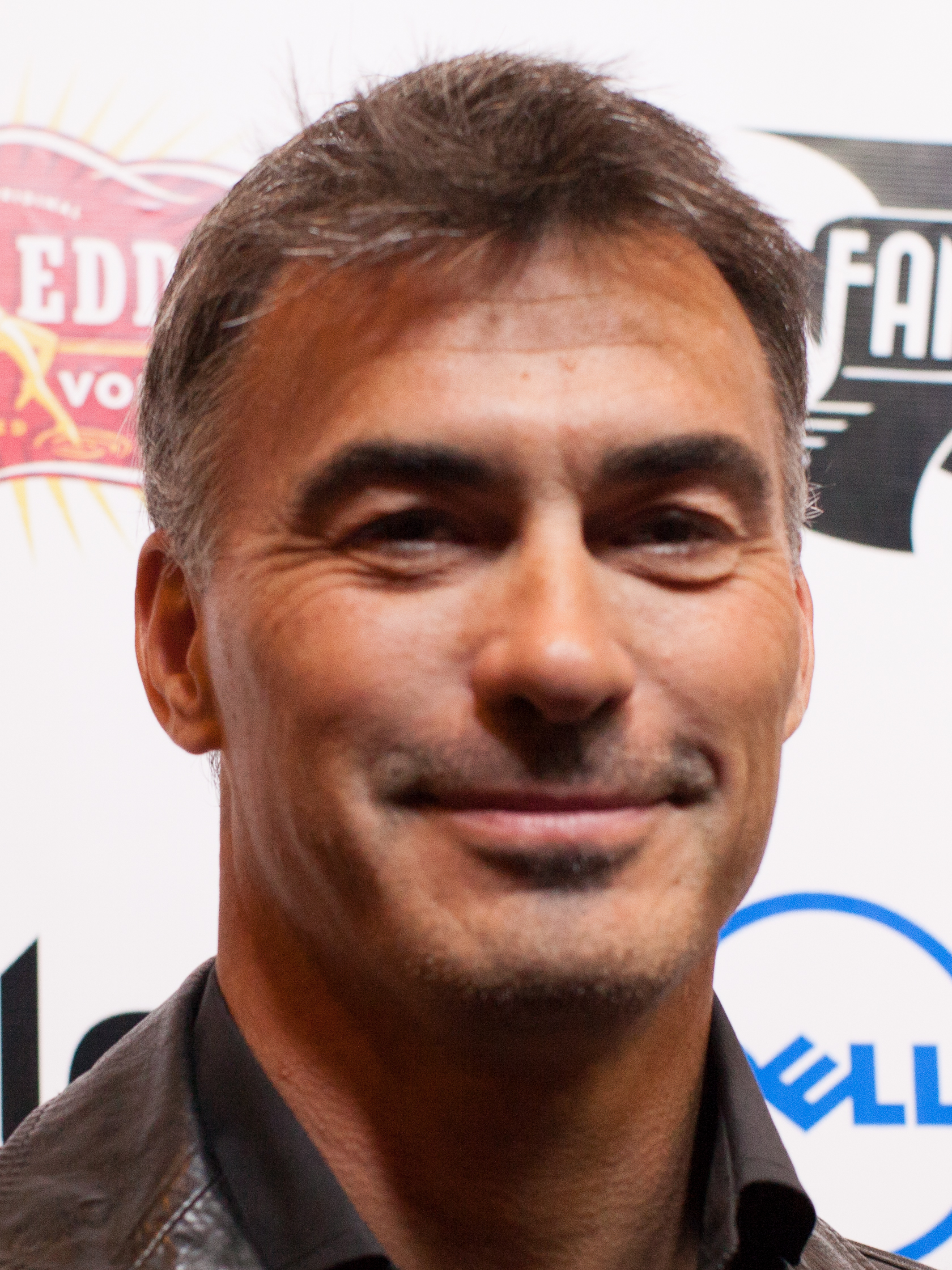
Chad Stahelski (* 1968)

### Stahl
- Stahl, Adolf, deutscher Architekt und kommunaler Baubeamter in Stettin und Posen
- Stahl, Adolf (1884–1960), deutscher evangelischer Theologe
- Stahl, Agustín (1842–1917), puerto-ricanischer Arzt, Ethnologe, Zoologe und Botaniker
- Stahl, Alan M. (* 1947), US-amerikanischer Mittelalterhistoriker
- Stahl, Alexander von (* 1938), deutscher Politiker (FDP) und Generalbundesanwalt
- Stahl, Alexandra (* 1986), deutsche Journalistin und Schriftstellerin
- Stahl, Amalie, österreichische Opernsängerin (Alt)
- Stahl, André (* 1971), deutscher Politiker (Die Linke)André Stahl (* 1971)

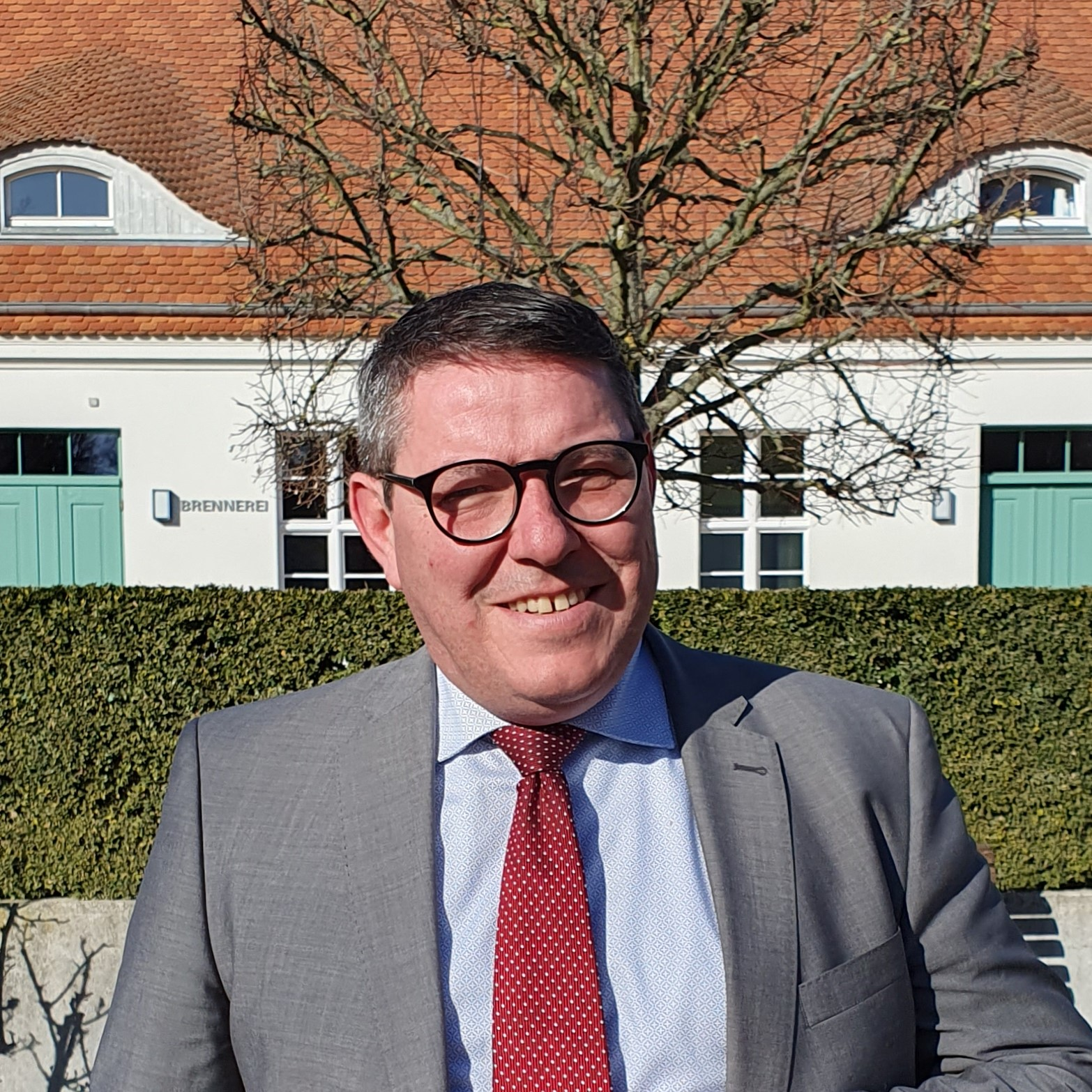
André Stahl (* 1971)

- Stahl, Andreas (* 1955), Schweizer Komponist
- Stahl, Benedikt (* 1960), deutscher Architekt und Hochschullehrer
- Stahl, Bernhard (* 1963), deutscher Politikwissenschaftler
- Stahl, Carsten (* 1972), deutscher TV-Serien-Schauspieler und Gewaltpräventions-Berater
- Stahl, Christian (* 1970), deutscher Filmemacher, Autor und Journalist
- Stahl, Christine (* 1957), deutsche Politikerin (Bündnis 90/Die Grünen), MdL
- Stahl, Christine (* 1971), deutsche Fernsehmoderatorin, Sängerin
- Stahl, Christopher (1944–2018), deutscher Ökonom, Sachbuchautor und Kriminalschriftsteller
- Stahl, Daniel (1589–1654), deutscher Philosoph und Hochschullehrer
- Ståhl, Daniel (* 1992), schwedischer Diskuswerfer
- Stahl, Dave (* 1949), US-amerikanischer Trompeter
- Stahl, Dietlind (* 1938), deutsche Schauspielerin, Synchron- und Hörspielsprecherin
- Stahl, Dietrich († 1999), deutscher Schauspieler
- Stahl, Dominik (* 1988), deutscher Fußballspieler
- Stahl, Eduard (1849–1926), deutscher Architekt
- Stahl, Egon (1924–1986), deutscher Pharmazeut
- Stahl, Emil (1879–1956), deutscher Politiker (SPD), MdR, MdL
- Stahl, Emilie (1921–2003), deutsche Hochschullehrerin
- Stahl, Enno (* 1962), deutscher Schriftsteller, Herausgeber, Verleger
- Stahl, Erich (1893–1954), deutscher Generalmajor der Luftwaffe im Zweiten Weltkrieg
- Stahl, Erich Ludwig (1882–1943), deutscher Maler, Illustrator, Gebrauchsgraphiker und Plakatkünstler sowie Unternehmer
- Stahl, Erna (1900–1980), deutsche Pädagogin und Widerstandskämpferin gegen den Nationalsozialismus
- Stahl, Ernst (1846–1924), deutscher Komponist, Dirigent, Musikdirektor und Kantor
- Stahl, Ernst (1848–1919), französisch-deutscher Botaniker
- Stahl, Ernst (1882–1957), deutscher Architekt, Heimatforscher und Heimatschützer
- Stahl, Ernst Leopold (1882–1949), deutscher Theaterwissenschaftler
- Stahl, Erwin (1931–2019), deutscher Politiker (SPD), MdB
- Stahl, Esther (* 1980), deutsche Volleyballspielerin
- Stahl, Franklin (1929–2025), US-amerikanischer Genetiker
- Stahl, Franz Xaver (1901–1977), deutscher Tiermaler und Hochschullehrer
- Stahl, Fredrika (* 1984), schwedische Jazz- und Pop-Sängerin
- Stahl, Friedrich (1863–1940), deutscher Maler und Illustrator des Naturalismus und deutschen Impressionismus
- Stahl, Friedrich (1889–1979), deutscher Offizier
- Stahl, Friedrich (1919–1991), deutscher Ingenieur
- Stahl, Friedrich Julius (1802–1861), deutscher Rechtsphilosoph, Jurist, PolitikerFriedrich Julius Stahl (1802–1861)

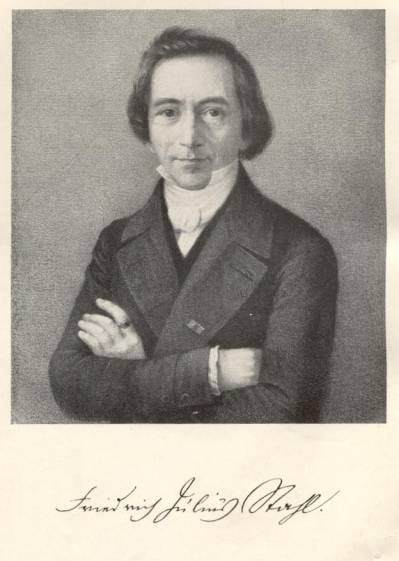
Friedrich Julius Stahl (1802–1861)

- Stahl, Friedrich Karl (1811–1873), deutscher Psychiater
- Stahl, Friedrich Wilhelm (1798–1867), preußischer Offizier, Kgl. Preußischer Oberförster, Forstwissenschaftler und Sachbuchautor
- Stahl, Friedrich-Christian (1918–2010), deutscher Offizier und Archivar
- Stahl, Fritz (1864–1928), deutsch-jüdischer Publizist, Kunstschriftsteller und Journalist
- Stahl, Georg (1880–1974), deutscher Architekt
- Stahl, Georg (1895–1971), deutscher Politiker (NSDAP)
- Stahl, Georg (* 1940), deutscher Politiker (CSU), MdL
- Stahl, Georg Anton von (1805–1870), deutscher Theologe, Bischof von Würzburg
- Stahl, Georg Ernst (1659–1734), deutscher Chemiker, Mediziner und MetallurgeGeorg Ernst Stahl (1659–1734)

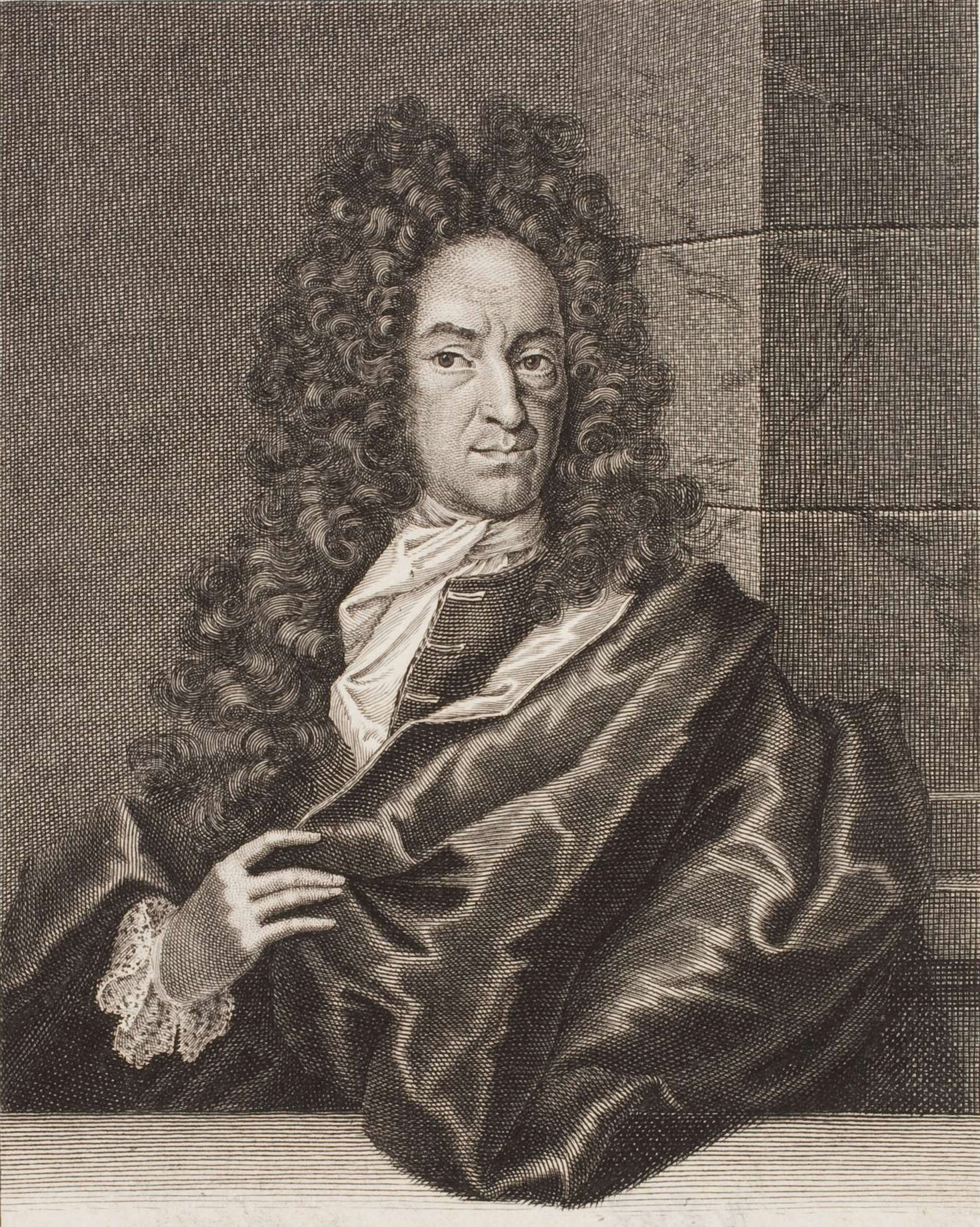
Georg Ernst Stahl (1659–1734)

- Stahl, Georg Ernst der Jüngere (1713–1772), Mediziner und Hofrat in Berlin
- Stahl, Georgia (* 1972), deutsche Schauspielerin, Hörspiel- und Synchronsprecherin
- Stahl, Gerhard (* 1957), deutscher Risikomanager und Statistiker
- Ståhl, Gösta (1902–1983), schwedischer Fußballspieler
- Stahl, Günter (1922–2006), deutscher Senatsdirektor
- Stahl, Hans-Peter (* 1932), US-amerikanischer Klassischer Philologe deutscher Herkunft
- Stahl, Heinrich († 1657), deutsch-estnischer Pastor und Schriftsteller
- Stahl, Heinrich (1837–1906), württembergischer Oberamtmann
- Stahl, Heinrich (1868–1942), Vorsitzender der Jüdischen Gemeinde zu Berlin (1933–1940)
- Stahl, Helmut (* 1947), deutscher Politiker (CDU), MdL
- Stahl, Henrieke (* 1970), deutsche Slawistin und Literaturwissenschaftlerin
- Stahl, Herbert (1908–1984), deutscher baptistischer Geistlicher und Theologe
- Stahl, Herbert (* 1936), deutscher Volkskundler
- Stahl, Hermann (1908–1998), deutscher Maler und Schriftsteller
- Stahl, Hermann von (1843–1909), deutscher Mathematiker
- Stahl, Ignaz (1790–1862), österreichischer Schauspieler
- Stahl, Ignaz (1839–1902), deutscher katholischer Theologe
- Stahl, Irene (1952–2000), deutsche Bibliothekarin und Handschriftenbearbeiterin
- Stahl, Isabel (* 1976), deutsche Regisseurin, Dramaturgin, Theatervermittlerin, Darstellerin, Kuratorin und Journalistin
- Stahl, Jack L. (1934–2016), US-amerikanischer Politiker
- Stahl, Jan-Philipp (* 1988), deutscher Filmeditor
- Stahl, Jockel (1911–1957), deutscher Tänzer
- Stahl, Johann Baptist (1869–1932), elsässisch-deutscher Porzellankünstler, Erfinder des Phanolith
- Stahl, Johann Friedrich (1718–1790), deutscher Forstwissenschaftler und Lehrer der Kameralwissenschaften an der Hohen Karlsschule
- Stahl, Johann Matthias (1833–1916), deutscher Klassischer Philologe
- Stahl, John (1953–2022), britischer Schauspieler
- Stahl, John M. (1886–1950), US-amerikanischer Filmregisseur und Filmproduzent
- Stahl, Julia (* 1970), deutsche Biologin
- Stahl, Jürg (* 1968), Schweizer Politiker (SVP)
- Stahl, Jürgen (* 1953), deutscher Philosophiehistoriker
- Ståhl, Karl (* 1973), schwedischer Fußballspieler
- Stahl, Karl-Friedrich, deutscher Basketballspieler
- Stahl, Karoline (1776–1837), deutschbaltische Schriftstellerin und Pädagogin
- Stahl, Karsten (* 1969), deutscher Ingenieur, Institutsleiter
- Stahl, Kathrin Anna (* 1977), deutsche Schauspielerin, Regisseurin, Drehbuchautorin und Produzentin
- Stahl, Kattalin (* 2001), Schweizer Fussballspielerin
- Ståhl, Kerstin, schwedische Badmintonspielerin
- Ståhl, Kjell-Erik (* 1946), schwedischer Marathonläufer
- Stahl, Klaus-Peter (1946–1982), deutscher Fußballspieler
- Stahl, Konrad (1771–1833), deutscher Mathematiker
- Stahl, Kurt (1901–1975), deutscher Politiker (NSDAP), MdR
- Stahl, Lena (* 1979), deutsche Regisseurin und Autorin
- Stahl, Lesley (* 1941), US-amerikanische TV-Journalistin
- Stahl, Linda (* 1985), deutsche LeichtathletinLinda Stahl (* 1985)

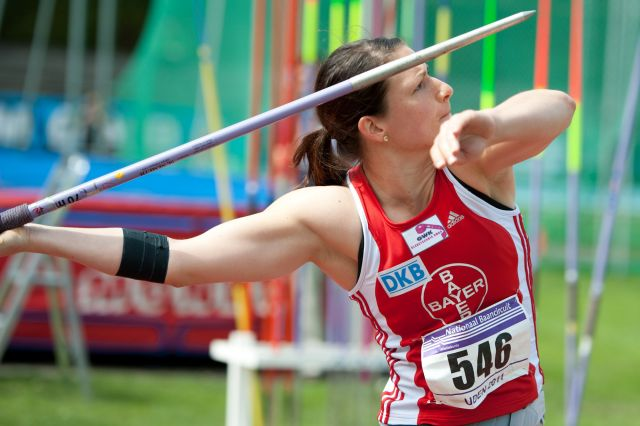
Linda Stahl (* 1985)

- Stahl, Louis (1848–1913), deutscher Architekt
- Stahl, Ludwig (1856–1908), österreichischer Offizier, Theaterschauspieler, -regisseur und -leiter
- Stahl, Marie Luise (* 1990), deutsche Schauspielerin
- Ståhl, Mattias (* 1971), schwedischer Jazzmusiker (Vibraphon, Komposition)
- Stahl, Max (1892–1961), deutscher Sportfunktionär und Präsident des Deutschen Tennis Bundes
- Stahl, Max (1954–2021), britischer Journalist und ehemaliger Fernsehmoderator
- Stahl, Michael (* 1948), deutscher Althistoriker
- Stahl, Michael (* 1987), deutscher Fußballspieler
- Stahl, Moritz (* 1979), deutscher Gitarrist, Songwriter und Musikproduzent
- Stahl, Moritz (* 1991), deutscher Jazzmusiker (Saxophone)
- Stahl, Nick (* 1979), US-amerikanischer SchauspielerNick Stahl (* 1979)

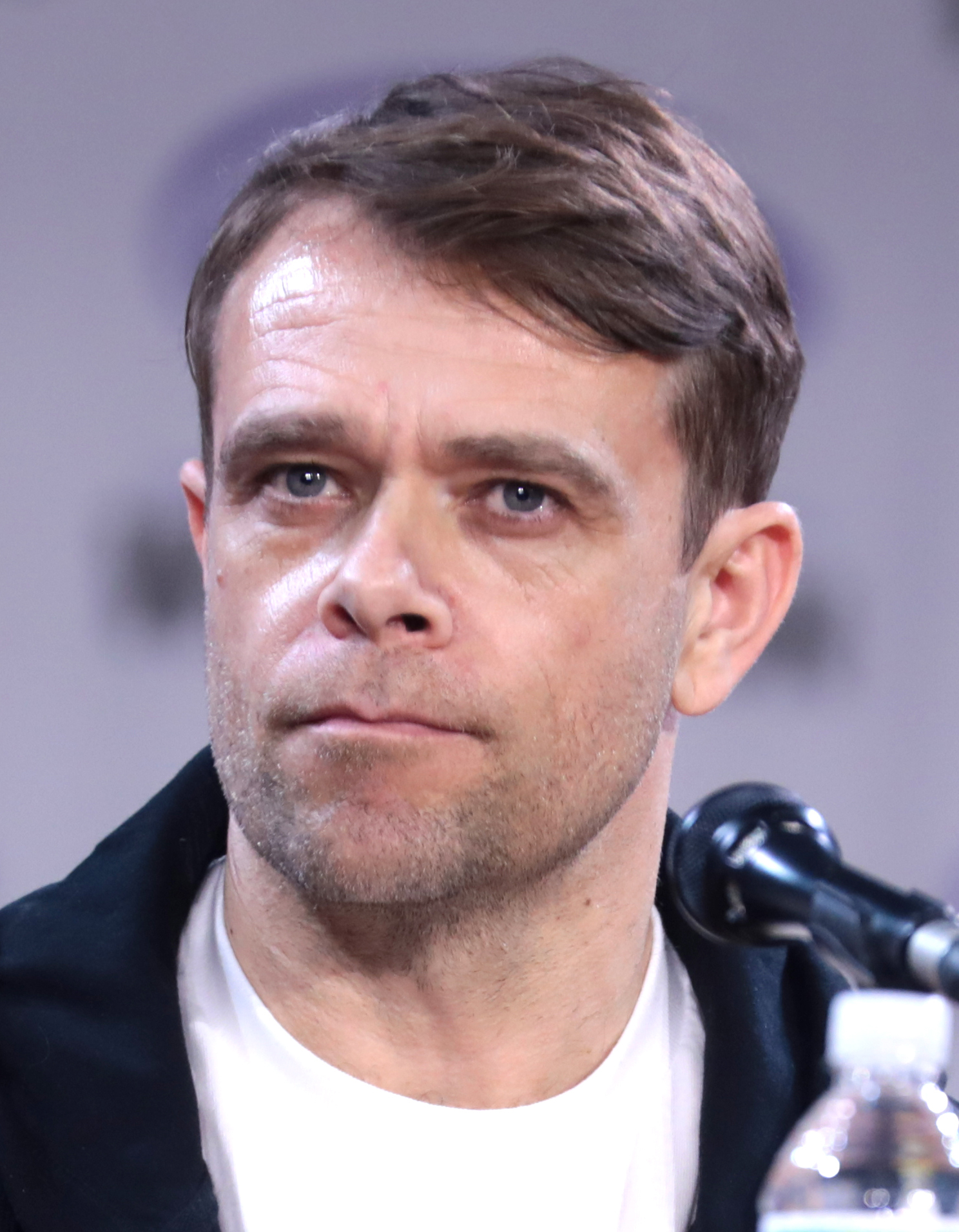
Nick Stahl (* 1979)

- Stahl, Otto (1959–2022), deutscher Eremit
- Stahl, Peter (* 1963), deutscher Basketballtrainer
- Stahl, Peter Wilhelm (1913–2001), deutscher Pilot und Luftfahrtautor
- Stahl, Rafael (1845–1899), deutscher Unternehmer und Erfinder
- Stahl, Robert (1902–1975), deutscher Gewerkschafter und Politiker (SPD), MdL
- Stahl, Rolf (* 1939), deutscher Schauspieler und Regisseur
- Stahl, Rudolf (1884–1946), deutscher Jurist und Unternehmer
- Stahl, Rudolf (1889–1986), deutscher Internist
- Stahl, Rudolf (1912–1984), deutscher Feldhandballspieler
- Stahl, Ruth (* 1928), deutsche Künstlerin
- Stahl, Sebastian (* 1978), deutscher AutorennfahrerSebastian Stahl (* 1978)

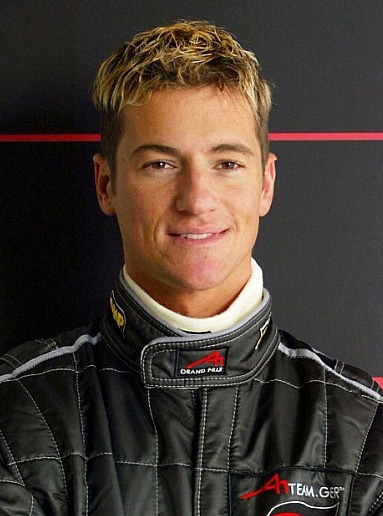
Sebastian Stahl (* 1978)

- Stahl, Stefanie (* 1963), deutsche Psychologin und Autorin
- Stahl, Steffy (1909–1993), österreichische Tänzerin, Tanzlehrerin und Choreographin
- Stahl, Thies (* 1950), deutscher Psychologe
- Stahl, Toni (* 1999), deutscher Fußballspieler
- Stahl, Ulf (1944–2019), österreichischer Mikrobiologe und Genetiker
- Stahl, Walter (1914–1988), deutscher Jurist
- Stahl, Walter O. (1884–1943), deutscher Schauspieler, Theaterregisseur und -intendant
- Stahl, Wendelin (1922–2000), deutscher Keramiker und Kunsthandwerker
- Stahl, Wenzel (1865–1917), österreichischer Politiker (Deutsche Agrarpartei) und Landwirt
- Stahl, Werner (1922–2003), deutscher Fußballspieler und -trainer
- Stahl, Wilhelm (1812–1873), deutscher Staatswissenschaftler und Politiker
- Stahl, Wilhelm (1846–1894), deutscher Mathematiker und Hochschullehrer
- Stahl, Wilhelm (1872–1953), deutscher Musikpädagoge, Organist, Musikwissenschaftler und Musikbibliothekar
- Stahl, Wilhelm (1900–1980), deutscher Tierzüchter und Hochschullehrer
- Stahl, Wilhelm Christian Tillmann (1793–1841), deutscher Politiker
- Stahl, Willy (1903–1989), deutscher Politiker (DDP, später FDP/DVP), MdB
- Stahl, Wolf-Jürgen (* 1964), deutscher Soldat
- Stahl, Wolfgang (1956–2020), deutscher Spektroskopiker und Hochschullehrer
- Stahl, Wolfgang (* 1972), deutscher RechtsanwaltWolfgang Stahl (* 1972)

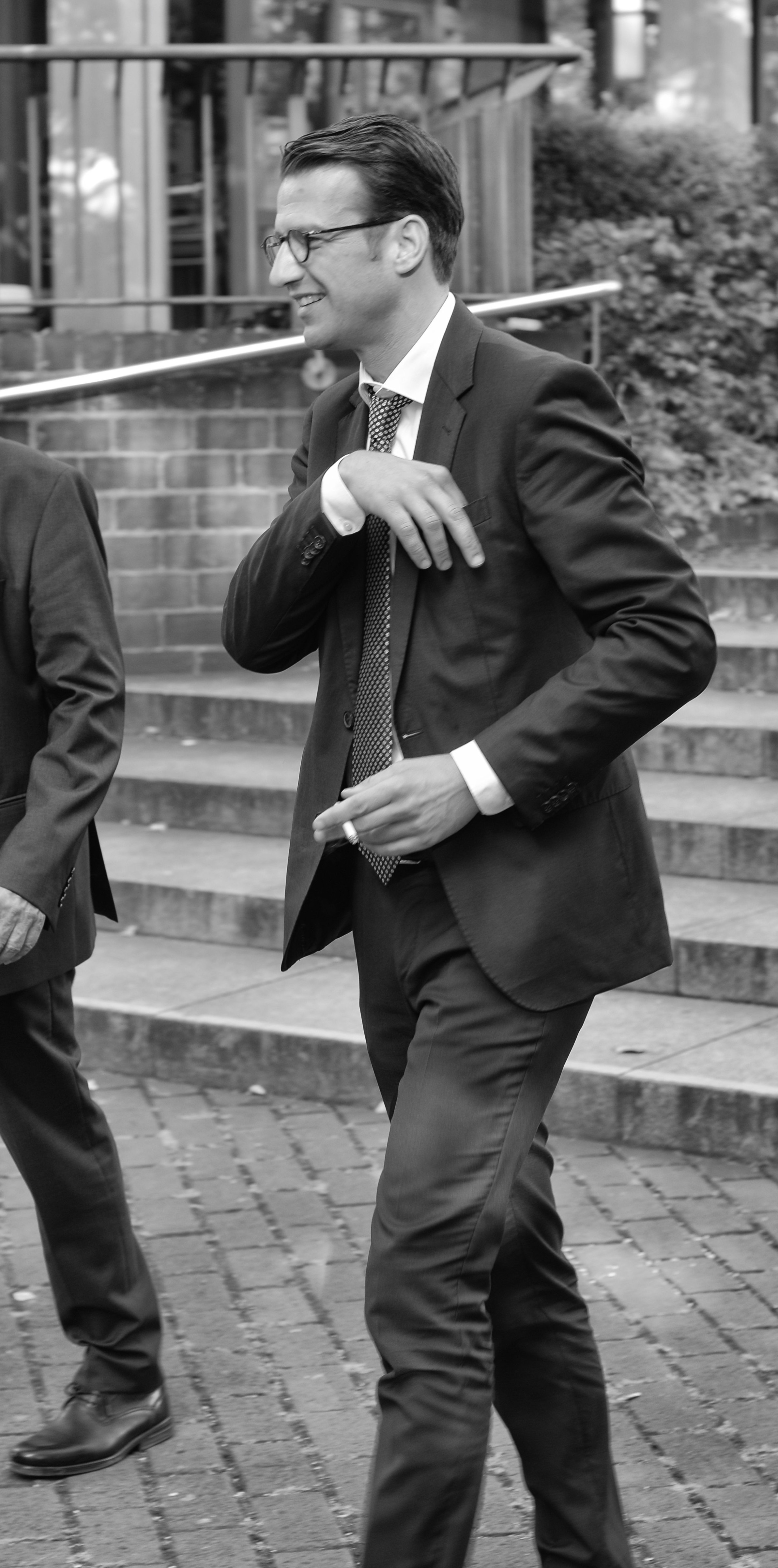
Wolfgang Stahl (* 1972)

- Stahl-David, Michael (* 1982), US-amerikanischer Schauspieler
- Stahl-Iencic, Ecaterina (1946–2009), rumänische Florettfechterin
- Stahl-Nachbaur, Ernst (1886–1960), deutscher Schauspieler und Regisseur
- Stahl-Schultze, Ursula (1906–2001), deutsche Malerin, Kunsterzieherin und Werklehrerin
- Stahlberg, Alexander (1912–1995), deutscher Offizier im militärischen Widerstand um Stauffenberg
- Stahlberg, Constantin (* 1946), deutscher Komponist und Unternehmer
- Stahlberg, Dagmar (* 1956), deutsche Sozialpsychologin
- Stahlberg, Dominik (* 1977), deutscher Bildhauer und Installations-Künstler
- Ståhlberg, Ester (1870–1950), finnische First Lady (1920–1925), Ehefrau von Kaarlo Juho Ståhlberg, Hochschullehrerin und finnlandschwedische Schriftstellerin
- Ståhlberg, Gideon (1908–1967), schwedischer Schach-Großmeister
- Stahlberg, Henning (* 1965), schweizerisch-deutscher Biologe und Physiker, Professor an der Eidgenössischen Technischen Hochschule Lausanne (EPFL), Schweiz
- Stahlberg, Hermann (1920–2005), deutscher Politiker (CDU), MdB
- Stahlberg, Horst (* 1937), deutscher Tennisspieler
- Stahlberg, Ingeborg (1921–1985), deutsche Verlegerin
- Stahlberg, Jan Henrik (* 1970), deutscher Schauspieler, Drehbuchautor und RegisseurJan Henrik Stahlberg (* 1970)

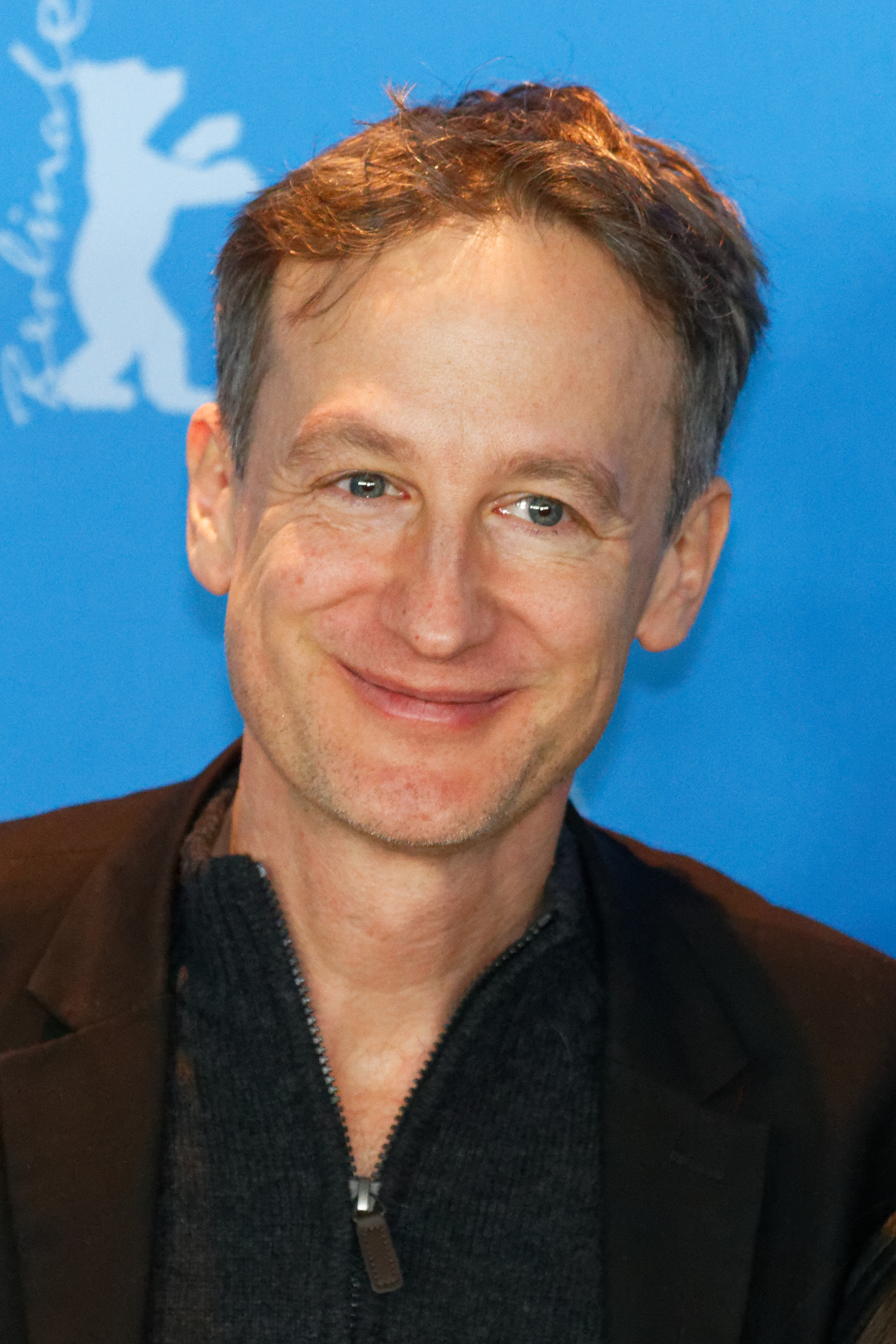
Jan Henrik Stahlberg (* 1970)

- Ståhlberg, Kaarlo Juho (1865–1952), finnischer Politiker, Mitglied des Reichstags, erster Präsident Finnlands
- Stahlberg, Martin (* 1985), deutscher Fußballspieler
- Ståhlberg, Reijo (* 1952), finnischer Kugelstoßer
- Ståhlberg, Sabira (* 1969), Wissenschaftlerin sowie mehrsprachige Schriftstellerin und Übersetzerin aus Finnland
- Stahlberg, Walter (1863–1951), deutscher Lehrer und Geograph
- Stahlberger, Manuel (* 1974), Schweizer Kabarettist, Musiker und Zeichner
- Stahlbock, Jürgen (* 1951), deutscher Pädagoge und Schriftsteller
- Stähle, Andreas (* 1965), deutscher Kanute und Trainer
- Stahle, Daniel (* 1974), bolivianischer Skirennläufer
- Stähle, Eugen (1890–1948), deutscher Mediziner und Politiker (NSDAP), MdR
- Stähle, Frank (1942–2015), deutscher Kirchenmusiker und Chorleiter
- Stähle, Franz Xaver († 1817), deutscher Maler, Freskant
- Stahle, James Alonzo (1829–1912), US-amerikanischer Politiker
- Stähle, Jürgen (* 1949), deutscher Dolmetscher
- Stähle, Karl (1944–2019), deutscher Radrennfahrer
- Stähle, Peter (* 1946), deutscher Tischtennisspieler
- Stähle, Vitali (* 1982), deutsch-russischer Eishockeyspieler
- Stahlecker, Peter (* 1949), deutscher Wirtschaftswissenschaftler
- Stahlecker, Rudolf (1898–1977), deutscher Lehrer, Geologe und Wirbeltierpaläontologe
- Stahlecker, Walter (1889–1970), deutscher Jurist und Ministerialbeamter
- Stahlecker, Walter (1900–1942), deutscher SS-Brigadeführer und Generalmajor der PolizeiWalter Stahlecker (1900–1942)

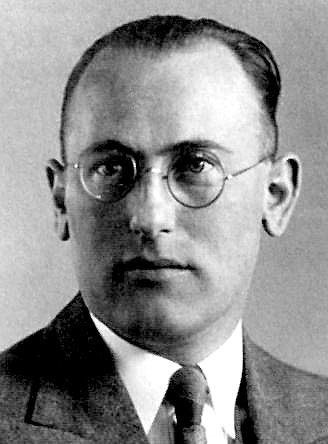
Walter Stahlecker (1900–1942)

- Stahleder, Helmuth (* 1940), deutscher Historiker und Archivar
- Stähler, Christian (1808–1869), römisch-katholischer Geistlicher und nassauischer Politiker
- Stähler, Franz (* 1956), deutscher Bildhauer und Objektkünstler
- Stahler, Friedrich (1908–1978), deutscher Verwaltungsjurist; Regierungspräsident in Oberfranken
- Stähler, Julia (* 1978), deutsche Physikerin
- Stähler, Klaus (* 1939), deutscher Klassischer Archäologe
- Stähler, Saskia (* 1972), deutsche Eiskunstläuferin
- Stahler, Thaddäus (1857–1938), deutscher katholischer Priester, Domkapitular, Dompropst, Domdekan
- Stahlhofen, Lutz (* 1961), deutscher Musiker und Komponist
- Stahlhofen, Rolf (* 1968), deutscher Sänger, Entertainer, Musiker und SongschreiberRolf Stahlhofen (* 1968)

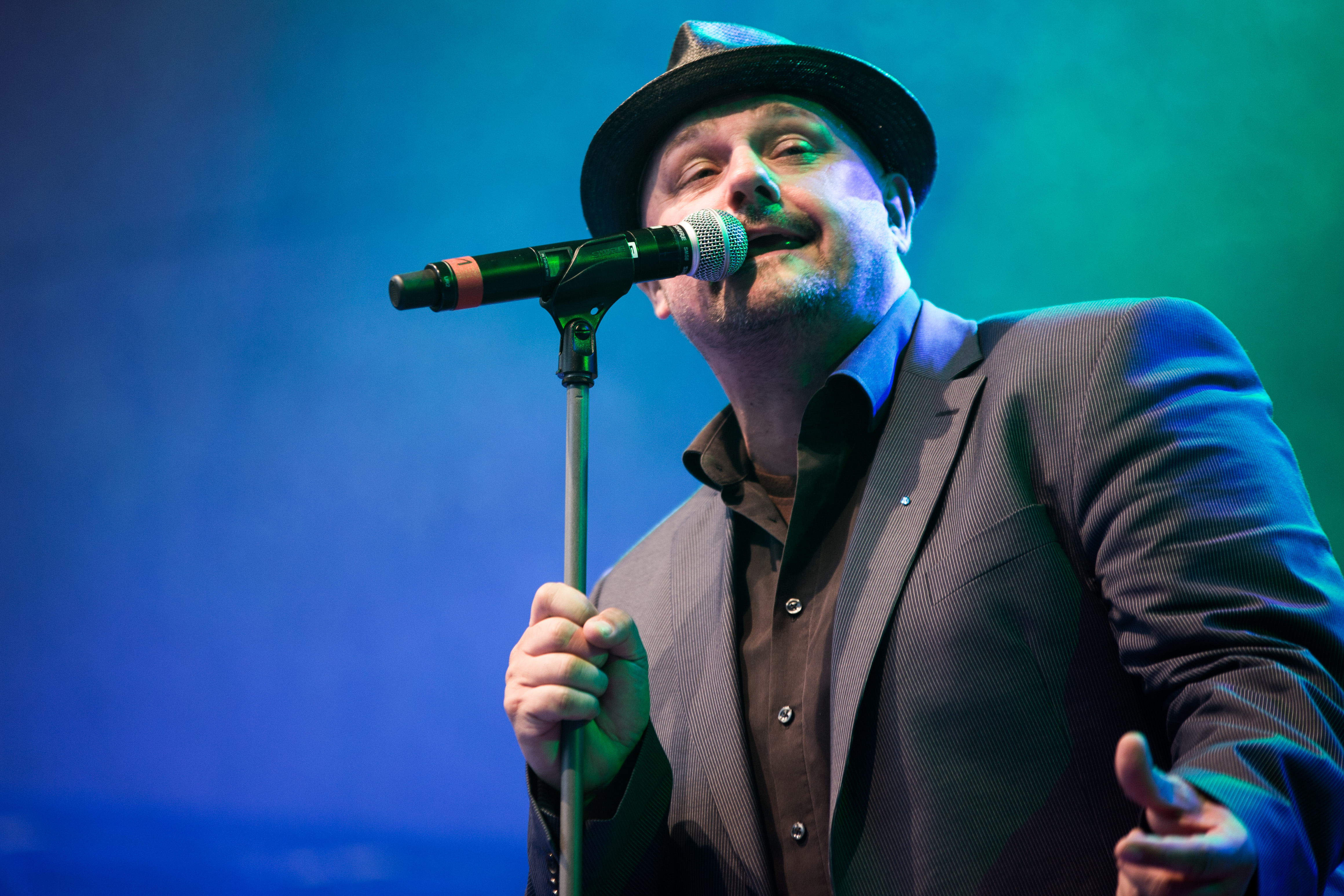
Rolf Stahlhofen (* 1968)

- Stahlhut, Karin Angela (* 1960), deutsche Autorin und Journalistin
- Stahlhuth, Georg (1830–1913), deutscher Orgelbauer
- Stähli, Adolf (1925–1999), Schweizer Jodler, Dirigent, Komponist und Dichter
- Stähli, Adrian (* 1962), schweizerischer Klassischer Archäologe
- Stähli, Adrian (* 1972), Schweizer Kameramann und Fotograf
- Stähli, Gregor (* 1968), Schweizer Skeletonfahrer
- Stähli, Hans (1889–1963), Schweizer Agronom und Politiker (BGB)
- Stähli, Hans-Peter (* 1935), Schweizer Hebraist
- Stähli, Laura (* 1991), Schweizer Degenfechterin
- Stähli, Lukas (* 1982), Schweizer Verrechnungspreisspezialist, Wirtschaftswissenschaftler, Autor und Leichtathlet
- Stähli, Michael (* 1967), Schweizer Politiker (CVP)
- Stähli, Nina (* 1961), Schweizer Künstlerin
- Stähli, Samuel (1941–1987), Schweizer Bauingenieur
- Stähli, Susanne (* 1959), deutsche Malerin
- Stählin, Adolf (1901–1992), deutscher Agrarwissenschaftler
- Stählin, Adolf von (1823–1897), deutscher Geistlicher, Oberkonsistorialpräsident der Evangelisch-Lutherischen Kirche in Bayern
- Stählin, Christof (1942–2015), deutscher Schriftsteller, Liedermacher und KabarettistChristof Stählin (1942–2015)

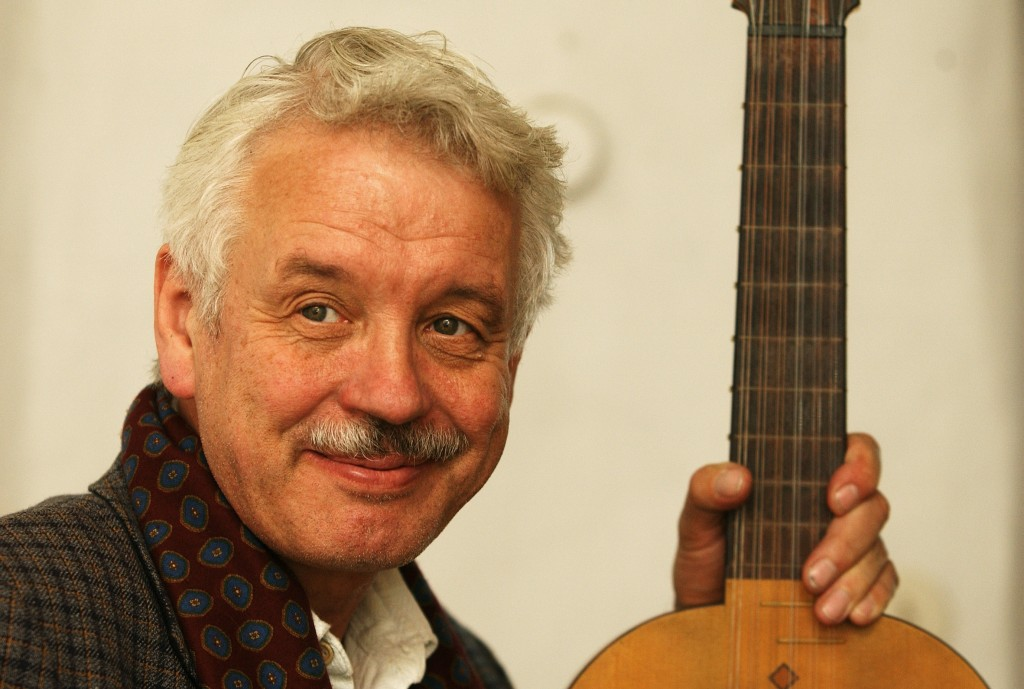
Christof Stählin (1942–2015)

- Stählin, Friedrich (1874–1936), deutscher Klassischer Philologe und Gymnasiallehrer
- Stählin, Gustav (1900–1985), deutscher lutherischer Theologe und Hochschullehrer
- Stählin, Karl (1865–1939), deutscher Historiker
- Stählin, Otto (1868–1949), deutscher klassischer Philologe und Pädagoge
- Stählin, Rudolf (1911–2006), deutscher lutherischer Theologe
- Stählin, Therese (1839–1928), deutsche Diakonisse und Oberin der Diakonissenanstalt Neuendettelsau
- Stählin, Walter (* 1956), Schweizer Unternehmer und Politiker (SVP), Landammann von Schwyz
- Stählin, Wilhelm (1883–1975), deutscher lutherischer Theologe, Bischof, Prediger und Vertreter der Liturgischen Bewegung
- Stähling, Reinhard (* 1956), deutscher Pädagoge
- Stahlke, Miriam, deutsche Schauspielerin, Moderatorin und Synchronsprecherin
- Ståhlkloo, Pontus (* 1973), schwedischer Snowboarder
- Stahlknecht, Carl Detmar (1870–1946), deutscher Jurist und Politiker (DVP), MdBB, MdR
- Stahlknecht, Detmar, deutscher Ingenieur
- Stahlknecht, Holger (* 1964), deutscher Politiker (CDU), MdL, Landesminister in Sachsen-AnhaltHolger Stahlknecht (* 1964)

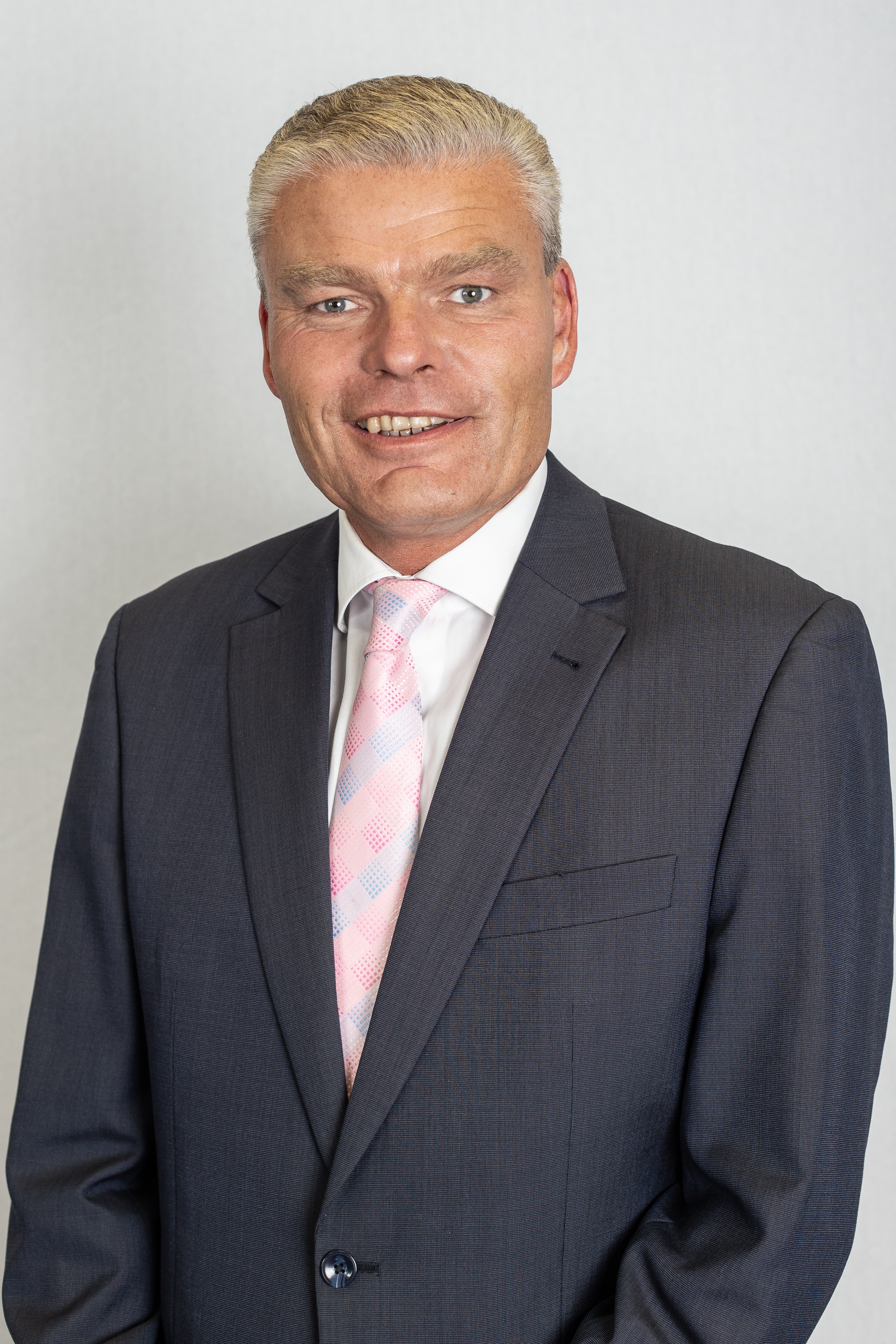
Holger Stahlknecht (* 1964)

- Stahlknecht, Peter (1933–2023), deutscher Wirtschaftsinformatiker
- Stahlmann, Leona (* 1988), deutsche Schriftstellerin
- Stahlmann, Ralf (1950–2023), deutscher Toxikologe und Pharmakologe
- Stahlmann, Richard (1891–1974), deutscher Funktionär der KPD/SED und stellvertretender Leiter des Außenpolitischen Nachrichtendienstes in der DDR
- Stahlmann, Volker (* 1944), deutscher Ökonom und Hochschullehrer
- Stahlnecker, William G. (1849–1902), US-amerikanischer Jurist und Politiker
- Stahlschmidt, Carl (1831–1902), deutscher Chemiker und Hochschullehrer
- Stahlschmidt, Hans-Arnold (* 1920), deutscher Jagdflieger im Zweiten Weltkrieg
- Stahlschmidt, Heinz (1919–2010), deutscher Unteroffizier der Wehrmacht
- Stahlschmidt, Johann Peter (1751–1833), deutscher Uhrmacher
- Stahlschmidt, Klaus Günter (* 1942), deutscher römisch-katholischer Priester
- Stahlschmidt, Max (1854–1918), deutscher Landschafts- und Tiermaler sowie Radierer
- Stahlschmidt, Walter (* 1940), deutscher Verwaltungsbeamter, Bürgermeister in Plettenberg
- Stahly, François (1911–2006), deutsch-französischer Bildhauer

### Stahm
- Stahmann, Anja (* 1967), deutsche Politikerin (Bündnis 90/Die Grünen), MdBBAnja Stahmann (* 1967)

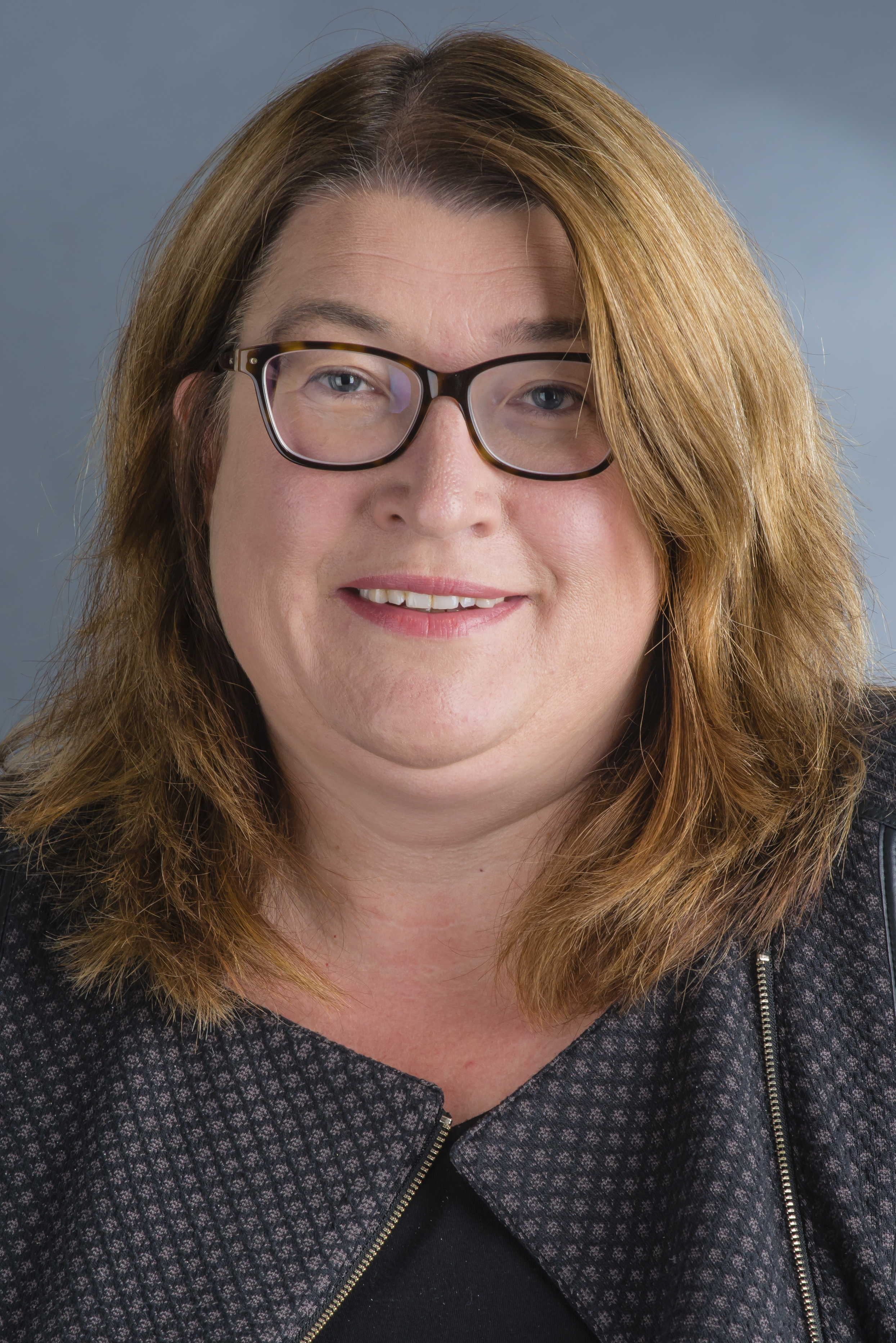
Anja Stahmann (* 1967)

- Stahmann, Dirk (* 1958), deutscher Fußballspieler
- Stahmann, Friedrich (1796–1862), deutscher Chirurg und Schriftsteller
- Stahmann, Volker (* 1964), deutscher Gewerkschaftler
- Stahmer, Ernst (1867–1929), Stahlfabrikant und Präsident der Industrie- und Handelskammer Osnabrück
- Stahmer, Heinrich (1897–1958), deutscher Politiker (USPD, KPD, SADP, SPD), MdHB
- Stahmer, Heinrich Georg (1892–1978), nationalsozialistischer deutscher Diplomat
- Stahmer, Ingrid (1942–2020), deutsche Politikerin (SPD)
- Stahmer, Johann (1819–1896), deutscher Politiker, Hamburger Senator und Kaufmann
- Stahmer, Klaus Hinrich (* 1941), deutscher Komponist
- Stahmer, Max (1900–1991), deutscher Jurist
- Stahmer, Otto (1879–1968), deutscher Jurist
- Stahmer, Thorben (* 1989), deutscher Volleyballspieler

### Stahn
- Stahn, Carl (1808–1891), deutscher evangelischer Theologe und Konsistorialrat
- Stahn, Günter (1939–2017), deutscher Architekt und Stadtplaner
- Stahn, Johann Gustav (* 1806), preußischer Jurist und Oberkonsistorialrat
- Stahn, Julius (1898–1945), deutscher Jurist und Ministerialbeamter
- Stahn, Katharina (* 1983), deutsches Model
- Stahn, Martin (1873–1953), deutscher Archivar
- Stahn, Otto (1859–1930), deutscher Architekt und kommunaler Baubeamter
- Stähnisch, Charlotte (1897–1989), deutsche Schauspielerin
- Stähnisch, Gustav (1900–1980), deutscher Schauspieler und Hörspielsprecher
- Stahnisch, Horst (1921–2008), deutscher Bauingenieur
- Stahnke, Claus (* 1955), deutscher Schauspieler
- Stahnke, Elke, deutsche Schauspielerin
- Stahnke, Ernst (1887–1976), deutscher Chirurg
- Stahnke, Frank (* 1968), deutscher American-Football-Spieler
- Stahnke, Günter (1928–2018), deutscher Theater- und Film- und Fernseh-Regisseur
- Stahnke, Laura (* 1991), deutsche Schauspielerin
- Stahnke, Manfred (* 1951), deutscher Komponist und Musikologe
- Stahnke, Martin (1888–1969), deutscher Ruderer
- Stahnke, Susan (* 1967), deutsche Fernsehmoderatorin und Schauspielerin

### Staho
- Staho, Simon (* 1972), dänischer Filmregisseur

### Stahr
- Stahr, Adolf (1805–1876), deutscher Autor und Historiker
- Stahr, Alexander (* 1959), deutscher Geograph und Publizist
- Stahr, Alexander von (1813–1882), preußischer Generalmajor
- Stahr, Alfred (1911–1981), deutscher Fußballspieler
- Stahr, August von (1807–1878), preußischer Generalleutnant und Kommandant der Festung Luxemburg
- Stähr, Daniel (* 1990), deutscher Ökonom und Essayist
- Stahr, Elvis Jacob junior (1916–1998), US-amerikanischer Politiker, Heeresminister und College-Präsident
- Stahr, Franz (1842–1904), Generalarzt der Preußischen Armee
- Stahr, Frederick Charles (1876–1946), US-amerikanischer Wandmaler
- Stahr, Gerhard (1931–2004), deutscher Offizier, Generalmajor der NVA
- Stahr, Karl (* 1945), deutscher Agrarwissenschaftler und Hochschullehrer
- Stahr, Karl-Heinz (* 1950), deutscher Ringer
- Stahr, Max (* 1991), deutscher Radrennfahrer
- Stahr, Nina (* 1982), deutsche Politikerin (Bündnis 90/Die Grünen)Nina Stahr (* 1982)

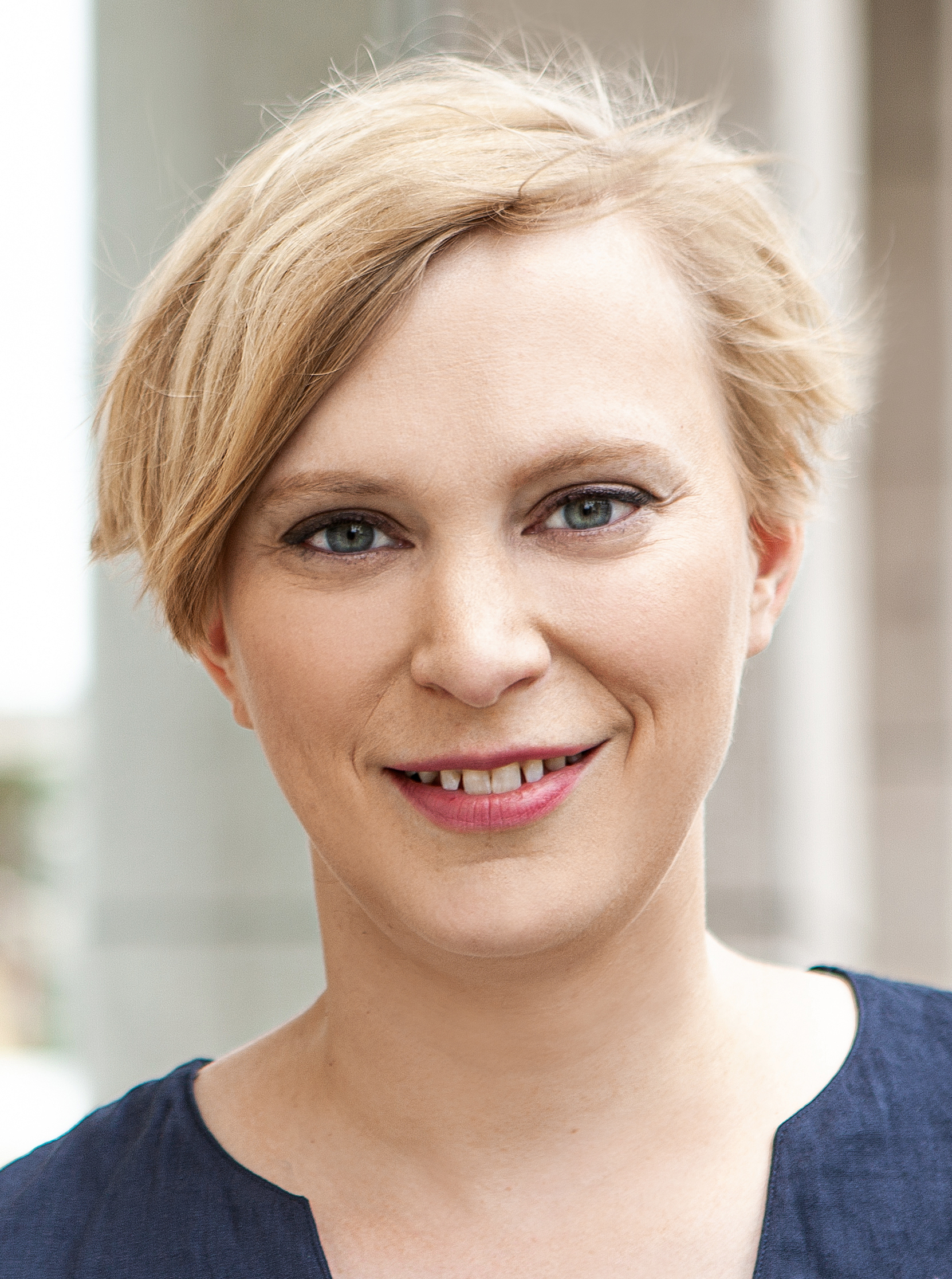
Nina Stahr (* 1982)

- Stahr, Otto (1846–1897), deutscher Architekt und Baumeister
- Stähr, Robert (* 1960), österreichischer Schriftsteller
- Stähr, Rosalia (* 1990), deutsche Tischtennisspielerin
- Stahr, Thomas (* 1960), deutscher Bassist und Komponist
- Stahr, Walter (1882–1948), deutscher Generalmajor der Luftwaffe, Leiter der Fliegerschule Lipezk
- Stahre, Mikael (* 1975), schwedischer Fußballtrainer
- Stahrenberg, Peter (1939–2020), deutscher Architekt, Präsident und Ehrenpräsident der Architektenkammer Niedersachsen

### Stahu
- Stahuljak, Zrinka (* 1969), kroatisch-amerikanische Historikerin und Hochschullehrerin
- Stahurskaja, Sinaida (1971–2009), belarussische Radrennfahrerin